# Metallochlora lineata
Metallochlora lineata là một loài bướm đêm trong họ Geometridae.